# 4546 Franck
4546 Franck este un asteroid din centura principală, descoperit pe 2 martie 1990 de Eric Elst.